# Atlantide Pallavolo Brescia
L'Atlantide Pallavolo Brescia è una società pallavolistica maschile italiana con sede a Brescia: milita nel campionato di Serie A2.

## Storia
L'Atlantide Pallavolo Brescia nasce nel 2001 per iniziativa di un gruppo di genitori. 
Nella stagione 2007-08 giunge in Serie B2: dopo essere retrocessa in Serie C al termine dell'annata 2008-09, viene ripescata nella stessa divisione per la stagione 2009-10.
Debutta nella stagione 2010-11 nella terza serie del campionato italiano, dopo essere stata ripescata, sfiorando, al termine della regular-season, l'accesso ai play-off promozione; dopo un'annata trascorsa in sordina, nella stagione 2013-14, grazie al primo posto in classifica, viene promossa in Serie A2.
Nella stagione 2014-15 esordisce nella pallavolo professionistica, in serie cadetta, tuttavia al termine della stagione 2016-17, annata nella quale si qualifica per la prima volta alla Coppa Italia di Serie A2, eliminata poi ai quarti di finale, a seguito della sconfitta nei play-out, retrocede in Serie B. Viene ripescata in Serie A2 per il campionato 2017-18; nella stagione 2019-20 raggiunge la finale in Coppa Italia di Serie A2/A3, mentre in quella successiva sfiora la promozione in Superlega, venendo battuta nella serie finale dalla Prisma Taranto.
L'annata 2023-24 vede l'Atlantide Brescia conquistare i suoi primi trofei con la doppia vittoria nella Coppa Italia di Serie A2 e successivamente nella Supercoppa di categoria. Nella stagione successiva bissa il successo in Coppa Italia.

## Rosa 2024-2025
| N° | Nome               | Ruolo | Data di nascita   | Nazionalità sportiva |
| -- | ------------------ | ----- | ----------------- | -------------------- |
| 1  | Alex Erati         | C     | 24 giugno 1994    | Italia               |
| 2  | Nicolò Hoffer      | L     | 6 maggio 2000     | Italia               |
| 3  | Oreste Cavuto      | S     | 5 dicembre 1996   | Italia               |
| 4  | Matteo Bonomi      | P     | 26 febbraio 2006  | Italia               |
| 5  | Simone Tiberti     | P     | 13 settembre 1980 | Italia               |
| 7  | Alessandro Tondo   | C     | 18 agosto 1991    | Italia               |
| 8  | Roberto Cominetti  | S     | 20 aprile 1997    | Italia               |
| 9  | Antonio Cargioli   | C     | 5 novembre 1994   | Italia               |
| 10 | Andrea Franzoni    | L     | 7 maggio 1989     | Italia               |
| 14 | Filippo Zambonardi | S     | 23 dicembre 2009  | Italia               |
| 15 | Andrea Bettinzoli  | S     | 15 luglio 2003    | Italia               |
| 19 | Yordan Bisset      | O     | 21 ottobre 1994   | Cuba                 |
| 27 | Gabriele Manessi   | S     | 14 ottobre 2003   | Italia               |
| 77 | Giacomo Raffaelli  | S     | 7 febbraio 1995   | Italia               |

## Palmarès
- Coppa Italia di Serie A2: 2

2023-24, 2024-25
- Supercoppa italiana di Serie A2: 1

2024